# Dmytro Kolomijec'
Dmytro Valerijovyč Kolomijec' (in ucraino Дмитро Валерійович Коломієць?; sovente citato anche con la trasl. angl.: Dmytro Valeryovych Kolomiets; Bila Cerkva, 5 dicembre 1973 – Cielo di Kryntsiliv, 24 febbraio 2022) è stato un aviatore e militare ucraino.
Pilota di Su-27, MiG-29 ed L-39, Kolomijec' fu abbattuto su quest'ultimo velivolo in un combattimento aereo nelle primissime ore dell’invasione russa dell'Ucraina attirando su di sé il fuoco degli aerei nemici e permettendo così ai suoi colleghi di salvarsi
Per il suo valore è stato insignito del titolo di Eroe dell'Ucraina (alla memoria) e di cavaliere dell'Ordine della Stella d'Oro.